# Rikardo
Rikardo je moško osebno ime.

## Izvor imena
Ime Rikardo je različica moškega osebnega imena Rihard.

## Tujejezikovne različice imena
- pri Italijanih: Riccardo
- pri Portugalcih: Ricardo
- pri Špancih: Ricardo

## Pogostost imena
Po podatkih Statističnega urada Republike Slovenije je bilo na dan 31. decembra 2007 v Sloveniji število moških oseb z imenom Rikardo: 29.

## Osebni praznik
Osebe z imenom Rikardo lahko godujejo takrat kot osene z imenom Rihard.